# Taihe, Fengjie
Taihe (kinesiska: 太和) är en socken i sydvästra Kina. Den ligger i Fengjie härad i storstadsområdet Chongqing, omkring 280 kilometer nordost om det centrala stadsdistriktet Yuzhong. Antalet invånare är 9 784. Befolkningen består av 4 775 kvinnor och 5 009 män. Barn under 15 år utgör 19,0 %, vuxna 15-64 år 67 %, och äldre över 65 år 13,0 %. Taihe är en etnisk minoritetssocken (族乡,"zu xiang") för tujia-folket. 